# 오스크어
오스크어(Oscan)는 이탈리아 남부에서 쓰였던 사어이다. 오스크어는 움브리아어·라틴어·팔리스크어 등의 자매 언어로서 함께 인도유럽어족의 이탈리아어파를 이룬다. 오스크어를 비롯해 그와 가까운 언어들을 묶어 오스크어군이라 한다.
오스크어를 사용한 부족은 삼니움인, 아우룬키인, 시디니키인 등이 있었다. 뒤의 두 부족을 묶어 “오스크인”(Osci)이라 부르기도 한다. 오스크어군은 오스크·움브리아어군의 한 갈래로, 오스크어뿐만 아니라 이탈리아 중동부의 작은 부족들인 헤르니키인, 마루키니인, 파일리그니인이 남긴 새김글로 전해지는 헤르니키어, 마루키니어, 파일리그니어를 포함한다. 오스크어는 대략 기원후 100년까지 사용되었다.

## 기록
오스크어 기록은 기원전 5세기까지 거슬러 올라간다. 오스크어로 된 새김글 중 가장 중요한 것은 반티아 청동판(Tabula Bantina), 오스크 청동판(Tabula Osca), 아벨라 석비(Cippus Abellanus)이다. 풀리아주 테아눔 아풀룸(Teanum Apulum) 마을 유적에서는 오스크어가 새겨진 기원전 300년경의 동전이 발견되었다. 폼페이의 벽에 적힌 오스크어 낙서를 보면 기원후 1세기까지도 도시에서 오스크어가 사용되었음을 알 수 있다.
2017년까지 총 800점의 오스크어 기록이 발견되었고, 최근에는 더 많은 기록이 발견되고 있다. 오스크어는 시기와 장소에 따라 여러 문자로 기록되었는데, ‘고유’ 오스크어 문자, 그리스 문자에 바탕을 둔 남부 오스크어 문자, 최종적으로 우위를 점한 로마 오스크어 문자 등이 있다.

### 사멸
기원전 400년부터 기원전 100년까지 이탈리아 남부 해안 지역에서 오스크어는 그리스어와 함께 쓰였던 것으로 보이는데, 이는 두 언어 중 하나가 우위를 점하거나 다른 하나를 사멸시키지 않고 “사회적 이중언어 사용이 안정적으로 유지된 특이한 사례”라고 할 수 있다. 그러나 로마 제국 성립 후 이탈리아 남부에서는 그리스어와 오스크어 모두 점차 사라져 갔다. (이탈리아에서 그리스어가 살아남아 그리코어가 되었다는 주장도 있지만 논란의 여지가 크다.)
기원전 80년 이후에 오스크어는 공식적인 상황에서 사용이 금지된 것으로 보인다. 동맹시 전쟁 이후로 오스크어 사용은 더 줄어들었다. 그러나 오스크어 사용 지역에 남은 낙서를 보면 전쟁 이후에도 오스크어는 활발히 사용되었던 것으로 보인다. 가장 강력한 증거는 기원후 62년 지진 이후에 새로 세워진 폼페이의 담벼락에서 발견된 오스크어 낙서로, 이는 기원후 62년과 79년 화산 폭발 사이에 기록되었음이 분명하다.

## 특징
오스크어는 라틴어와 비슷하지만 눈에 띄는 차이도 많다. 라틴어에서 자주 쓰이는 단어가 오스크어에서는 전혀 나타나지 않는 경우도 많다. 예를 들어 라틴어의 volō, volle, voluī ‘원하다’는 인도유럽조어 어근 *wel-에서 왔지만, 오스크어에서는 *gher에서 나온 형태가 쓰인다. 오스크어 herest ‘그가 원할 것이다’는 라틴어 volent에 대응한다. 라틴어 locus ‘곳, 장소’는 오스크어에서 나타나지 않으며 대신 단발어인 slaggid가 쓰였다. 언어학자 알베르토 망코는 이 단어가 오스크어 사용 지역의 한 지명에 보존되어 있다고 주장하였다.
음운론 면에서도 라틴어와 구별되는 특징이 몇 가지 있다. 라틴어의 qu는 오스크어 p에 대응하고(오스크어 pis, 라틴어 quis), 라틴어 v는 오스크어 b에 대응하며, 라틴어 어중의 b나 d는 오스크어 f에 대응한다(오스크어 mefiai, 라틴어 mediae).

오스크어는 이탈리아어파에서 가장 보수적인 언어로 여겨지며, 인도유럽어족 전체에서도 그리스어와 함께 이중모음을 포함한 모음 체계를 가장 잘 보존한 언어로 평가된다.

## 문자
오스크어는 본디 에트루리아 문자에서 나온 고대 이탈리아 문자의 하나인 “오스크 문자”로 기록되었다. 보다 후기에는 그리스 문자와 로마자가 쓰였다.

### 오스크 문자
오스크인은 기원전 7세기쯤에 에트루리아 문자를 받아들인 것으로 보이나, 명백하게 오스크어식으로 변형된 자료는 기원전 5세기부터만 나타난다. 오스크 문자에는 에트루리아 문자에 있는 글자들에 더해서 I와 U보다 더 낮은 모음을 나타내는 글자 두 개가 더 있었다. 이 글자들은 로마자로 Í, Ú처럼 전사한다. Ú는 오스크어의 /o/를 나타내게 되었고, U는 /u/ 말고도 음운 변화를 거쳐 [uː]로 변한 옛 */oː/를 나타냈다.
오스크 문자의 Z는 [ts]를 나타낸다. Ú와 Í는 U와 I에 구별 부호를 붙인 것으로, 아주 오래된 기록에는 나타나지 않는다. Ú는 [o]를 나타내고, Í는 중고모음 [ẹ]를 나타낸다. 장모음은 모음 글자를 두 번 쓰는 것으로 나타냈지만, I의 장모음은 IÍ로 나타냈다.

### 그리스 문자
오스크어의 그리스 문자 표기에는 일반적인 그리스 글자들에 더해 오스크 고유 문자의 H와 V에 대응하는 새로운 두 글자가 쓰였다.

### 로마자
로마자로 된 기록에서 로마자 Z는 [z]를 나타낸다. 이 소리는 오스크 고유 문자에서는 [s]와 똑같이 S로 표기되었다.

## 참고 문헌
- Buck, Carl Darling (2007) [1904]. 《A Grammar of Oscan and Umbrian with a Collection of Inscriptions and a Glossary》. Internet Archive.
- Salvucci, Claudio R (1999). 《A Vocabulary of Oscan Including the Oscan and Samnite Glosses》. Southampton, Pennsylvania: Evolution Publishing and Manufacturing Co.

## 추가 문헌
- Buck, Carl Darling. 1979. A Grammar of Oscan and Umbrian: With a Collection of Inscriptions and a Glossary. Hildesheim: Olms.
- Decorte, Robrecht. 2016. "Sine dolo malo: The Influence and Impact of Latin Legalese on the Oscan Law of the Tabula Bantina". Mnemosyne 69 (2): 276–91.
- Lejeune, Michel. "Phonologie osque et graphie grecque". In: Revue des Études Anciennes. Tome 72, 1970, n°3-4. pp. 271-316. [DOI: https://doi.org/10.3406/rea.1970.3871] ; [www.persee.fr/doc/rea_0035-2004_1970_num_72_3_3871]
- McDonald, Katherine. 2015. Oscan in Southern Italy and Sicily: Evaluating Language Contact in a Fragmentary Corpus. Cambridge: Cambridge University Press.
- Salvucci, Claudio R. 1999. A Vocabulary of Oscan: Including the Oscan and Samnite Glosses. Southampton, PA: Evolution Publishing.
- Schrijver, Peter. 2016. "Oscan Love of Rome". Glotta 92 (1): 223–26.
- Zair, Nicholas. 2016. Oscan in the Greek Alphabet. New York: Cambridge University Press.